# Шарлай Русана Сергіївна
Шарлай Русана Сергіївна — українська громадська діячка, засновниця благодійної організації «Волонтерська спілка Поруч», стратегиня, фахівчиня з управління внутрішніми процесами у соціальних ініціативах. 

фотокартка Русани

Відома своєю діяльністю у сфері волонтерства, соціального підприємництва та системної допомоги внутрішньо переміщеним особам під час повномасштабного вторгнення Росії в Україну.

## Діяльність
У 2022 році Русана Шарлай разом із командою започаткувала ініціативу, що згодом перетворилася на благодійну організацію «Волонтерська спілка Поруч». Фонд реалізовує гуманітарні місії у прифронтових населених пунктах Донеччини, доставляючи допомогу людям похилого віку, багатодітним родинам та внутрішньо переміщеним особам. 

Гуманітарна місії на Київщину після деокупації

 За час своєї роботи волонтери спілки видали майже 70 тисяч харчових, гігієнічних та дитячих наборів, охопили допомогою 85 тисяч людей, передали 50 тисяч кг корму для тварин на прифронтові території..
У грудні 2022 року фонд «Волонтерська спілка Поруч» став регіональним партнером Управління Верховного комісара ООН у справах біженців (УВКБ ООН).
Одним із напрямів діяльності фонду є створення дитячих центрів з адаптації у зоні бойових дій, вже створені центри у Краматорську, Ізюмі та Павлограді, які функціонують як простори психологічної підтримки, навчання та розвитку дітей з родин, що постраждали від війни. З метою соціалізації дітей ВПО з 2023 року запрацював інтеграційний центр «ПОРУЧ SPACE» у Києві. .

Дитячий фестиваль в Київі, 2022 рік

Русана Шарлай також працює як консультантка для громадських організацій, надаючи експертизу з побудови команд, операційного планування та систематизації внутрішніх процесів у соціальних ініціативах.

## Визнання та публічність
Під час навчання в Донецькому національному технічному університеті отримувала академічну Стипендію Президента України.
Діяльність Русани Шарлай та фонду «Волонтерська спілка Поруч» була висвітлена в низці українських ЗМІ.
У березні 2023 року «Волонтерська спілка Поруч» презентувала документальний фільм «Рік війни. Рік волонтерства.», який розповідає про повсякденну роботу волонтерів на сході України.
У 2023 році фонд та його засновниця отримали відзнаку «ВАРТІ» за волонтерську допомогу Україні.

Інтерв'ю з Русаною було опубліковано у виданні Wonderzine у матеріалі про жінок, які надають допомогу літнім людям під час війни. 

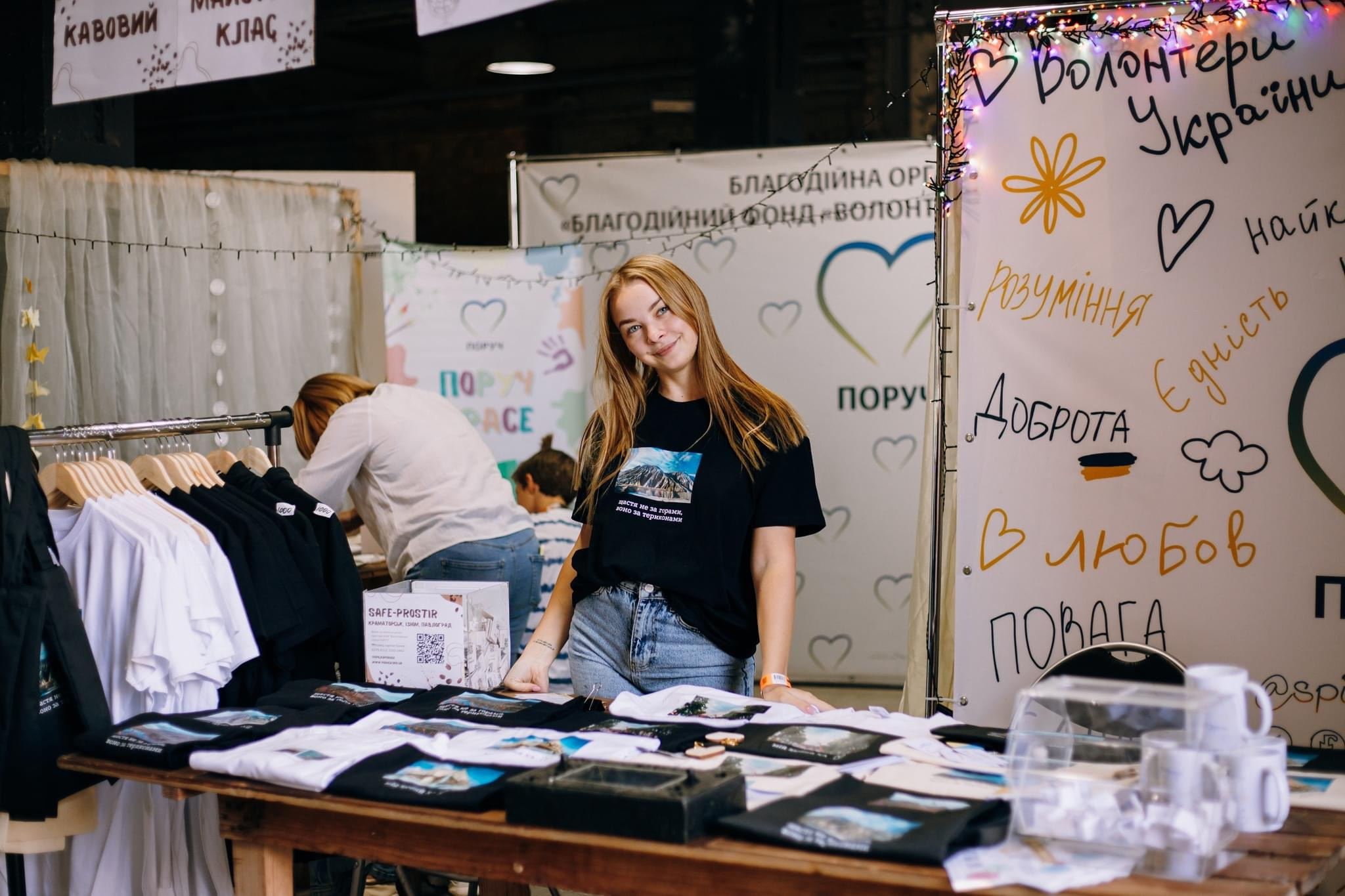
Благодійний ярмарок з метою збору коштів

Про діяльність фонду також писали ресурси Zagoriy Foundation, «Детектор медіа», та «КиївВлада».
У 2024 році увійшла до складу Національної експертної ради Національного конкурсу «Благодійна Україна-2024» — «Благодійність на захисті України».

## Публічна діяльність
Окрім волонтерської роботи, Русана Шарлай веде блог, присвячений темам планування життя, боротьби з вигоранням, структурування соціальних проєктів та розвитку команд. Вона є авторкою освітніх гайдів і виступає з публічними лекціями.